# Antonio Rojas
Antonio Rojas, född 27 mars 1984, är en paraguayansk fotbollsspelare.

## Karriär
Rojas moderklubb är Club Cerro Porteño. Han kom därefter till Danmark,  Hellerup IK. 2006 tog han steget över till Sverige och Lunds BK innan han året efter gick till Ängelholms FF, som han var med att ta från division 1 till allsvenskt kval. Han gjorde sin debut i Superettan för Ängelholm den 19 april 2008 i en 0–3-hemmaförlust mot Örgryte IS.
Den 30 oktober 2011 värvades Rojas av Halmstads BK. Han debuterade för klubben i Superettan den 9 april 2012 i en bortamatch mot Hammarby IF som slutade med en 1–0-förlust. Han gjorde sin debut i Allsvenskan i Halmstads premiärmatch av Allsvenskan 2013, en bortamatch mot Malmö FF som slutade 1–1.
Inför säsongen 2017 gick Rojas till Kristianstad FC, där han fick en roll som spelande assisterande tränare. Inför säsongen 2018 gick Rojas till division 3-klubben IK Wormo.